# Joop van de Puttelaar
Johannes Bartholomeus Hendricus (Joop) van de Puttelaar (Amsterdam, 29 september 1904 – Zaandam, 18 juli 2002) was een Nederlands voetballer.

## Biografie
Joop van de Puttelaar was de zoon van Bernardus van de Puttelaar en Johanna Margaretha Tax. Hij trouwde op 29 april 1937 met Johanna Catharina van Limburg en had een zoon. Gescheiden op 2 mei 1950. Op 11 april 1951 trouwde hij met Geertruida Maria Kool.
Hij speelde van 1928 tot 1936 bij AFC Ajax als verdediger. Van zijn debuut in het kampioenschap op 9 september 1928 tegen UVV tot zijn laatste wedstrijd op 26 januari 1936 tegen Hermes DVS speelde van de Puttelaar in totaal 44 wedstrijden in het eerste elftal van Ajax.

## Statistieken
| Club  | Seizoen | Competitie | Competitie | Beker | Beker | Totaal | Totaal |
| Club  | Seizoen | Wed.       | Dlp.       | Wed.  | Dlp.  | Wed.   | Dlp.   |
| ----- | ------- | ---------- | ---------- | ----- | ----- | ------ | ------ |
| Ajax  | 1928/29 | 10         | 0          | -     | -     | 10     | 0      |
| Ajax  | 1931/32 | 1          | 0          | 1     | 0     | 2      | 0      |
| Ajax  | 1933/34 | 22         | 0          | -     | -     | 22     | 0      |
| Ajax  | 1934/35 | 1          | 0          | 1     | 0     | 2      | 0      |
| Ajax  | 1935/36 | 10         | 0          | 1     | 0     | 11     | 0      |
| Total | Total   | 44         | 0          | 3     | 0     | 47     | 0      |